# Echinochloa frumentacea
Espèce
Statut de conservation UICN

 LC  : Préoccupation mineure

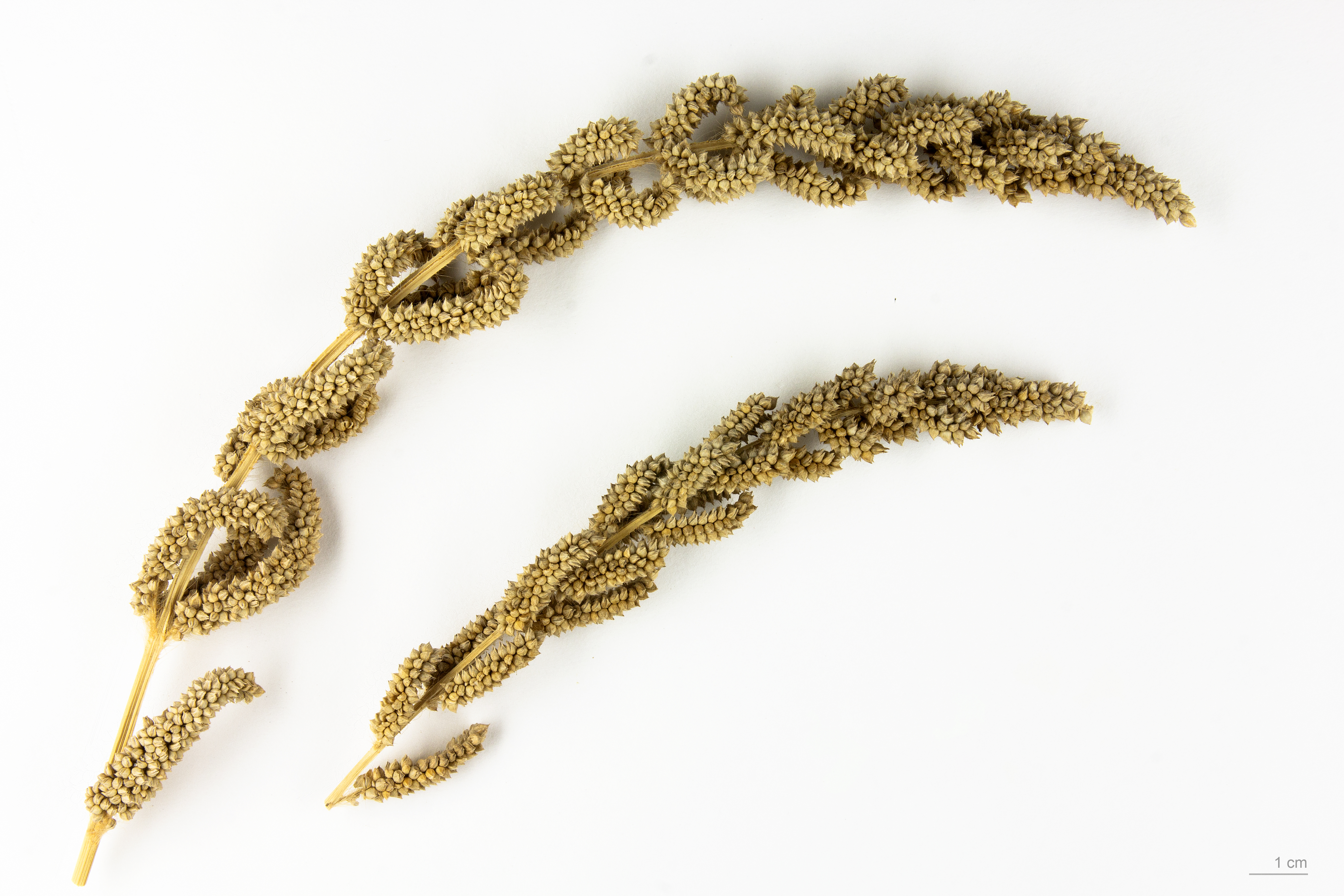
Echinochloa frumentacea - Muséum de Toulouse

Echinochloa frumentacea, le pied-de-coq cultivé ou millet japonais, est une espèce de plantes monocotylédones de la famille des Poaceae (graminées), sous-famille des Panicoideae, originaire des régions tropicales d'Asie et d'Afrique.
Cette espèce est cultivée comme céréale secondaire dans les pays chauds (Inde, Asie du Sud-Est, etc.).
Autres noms vernaculaires : panic d'eau, ou simplement échinochloa.

## Description
C'est une plante herbacée annuelle d'une hauteur de 50 cm à 1 m.
L'inflorescence est une panicule dense, comprenant une quinzaine de ramifications semblables à des épis.
Les graines sont des caryopses, aplatis et plus petits que ceux du millet commun. Il faut 367 graines pour faire un gramme.
Cette espèce est très voisine du panic pied-de-coq, Echinochloa crus-galli, mauvaise herbe très commune en Europe.
Plante probablement originaire d'Asie tropicale. Selon certains botanistes, elle dériverait du panic pied-de-coq, mauvaise herbe très répandue dans les rizières d'Asie.
Elle préfère les sols humides et les expositions ensoleillées. De croissance rapide, elle peut donner une récolte en six semaines dans les régions les plus chaudes.

## Distribution
L'aire de répartition originelle d'Echinochloa frumentacea s'étend en Afrique, en Asie et en Australie :
- Afrique :  Afrique du Sud, Angola, Burundi, Congo, Congo-Kinshasa, Éthiopie, Gambie, Kenya,  Malawi,  Nigeria, Soudan, Soudan du Sud, Tanzanie, Togo, Zimbabwe ;
- Asie : Bangladesh, Birmanie, Bhoutan, Chine (Tibet, Yunnan), Inde (Andhra Pradesh, Bihar, Goa, Jammu-Kashmir, Karnataka, Kerala, Madhya Pradesh, Maharashtra, Sikkim, Tamil Nadu), Laos, Malaisie, Pakistan, Philippines, Singapour, Sri Lanka, Thaïlande, Viet Nâm ;
- Australie[2].

Son aire de répartition actuelle, essentiellement due à la culture, s'étend à la plupart des régions tropicales et subtropicales d'Afrique,
d'Asie (depuis le sous-continent indien, Taïwan et  la Chine : Anhui, Heilongjiang, Henan, Guizhou, Yunnan, Nei Monggol, Níngxià, et vers le sud-est asiatique jusqu'en Nouvelle-Guinée), d'Australie et d'Amérique du Sud.
L'espèce s'est naturalisée aux États-Unis et en Ukraine,.

## Utilisation
Les graines sont riches en amidon (72 %) et en protéines (11,2 %).
- Alimentation humaine : les graines sont utilisées principalement en Asie, dans les régions inaptes à la culture du riz. On les consomme soit entières, soit réduites en farine, le plus souvent sous forme de bouillies.
- Alimentation animale : plante parfois utilisée comme fourrage, en particulier en Europe et dans les pays chauds développés (Australie). Les graines de millet japonais font partie de la composition de certains mélanges de graines pour oiseaux exotiques en captivité.

## Taxinomie

### Synonymes
- Echinochloa colona (L.) Link ssp. frumentacea (Roxburgh)
- Echinochloa crus-galli var. frumentacea (Link) E.G.Camus & A.Camus
- Echinochloa utilis Ohwiet
- Oplismenus frumentaceus (Link) Kunth
- Panicum frumentaceum Roxb.

### Sous-espèces et variétés
Selon Tropicos (4 janvier 2018) (Attention liste brute contenant possiblement des synonymes) :
- sous-espèces :
- Echinochloa frumentacea subsp. frumentacea
  - Echinochloa frumentacea subsp. utilis (Ohwi & Yabuno) Tzvelev
- variétés :
  - Echinochloa frumentacea var. atherachne Ohwi
  - Echinochloa frumentacea var. violacea Vanderyst